# 中川乙由
中川 乙由（なかがわ おつゆう、延宝3年（1675年）- 元文4年8月18日（1739年9月20日））は、江戸時代の俳人。通称、利右衛門宗勝。別号、梅我・麦林舎。法名は麦林舎乙由翁宗勝。伊勢国船江の新屋と号する豪商だったが、風雅遊興を好んだため、一代で家業を傾けた。

## 来歴
14歳の頃、伊勢神宮に参詣した松尾芭蕉と接し、涼菟（新風館三世）に師事する。やがて、伊勢に結庵した各務支考に兄事し、蕉門俳人として地位を確立する。元禄11年（1698年）、涼菟・支考らとの七吟百韻一巻を収めた『伊勢新百韻』を井筒屋章兵衛から刊行する。元禄16年（1703年）、涼菟の加賀越前方面への旅行に随行し、旅中の作品集である『山中集』に名を連ねる。宝永元年（1704年）、各務支考が編集した『三疋猿』に「かの新百韻の役者を催して、こゝに三日三夜の舞曲ぞつくしける」とあり、涼菟・支考・乙由のグループが形成され、乙由が重要な位置を占めていたと分かる。享保2年（1717年）、涼菟が没すると、伊勢俳壇の中心人物となり、その勢力は伊勢派と呼ばれるまでに成長した。

## 作風
乙由の唱えた麦林調は、低俗で安易な技巧的俳風ゆえに、広く大衆に受け入れられた。平明軽妙な俳風ゆえに、美濃派と合わせて田舎蕉門、または支麦の徒と称された。

## 作品
- 『伊勢新百韻』- 和洋女子大学教授・佐藤勝明の分析がある[3][4]。

家集
- 麦浪編集『麦林集』
- 素道編集『麦林集後編』

追善集
- 『秋のかぜ』
- 『月の夕』
- 『梅のしづく』
- 『一字題』